# MOS (Kameratechnik)
Die Abkürzung MOS bezeichnet in der Filmindustrie die Aufzeichnung ohne Ton. Das Kürzel dient sowohl als Hinweis auf das Verfahren selbst als auch zur Kategorisierung von Filmkameras.

## Begriffsherkunft
Die Bedeutung des Akronyms MOS ist nicht zweifelsfrei geklärt. Erzählt wird oft, die Bezeichnung gehe auf einen in den 1930er Jahren aus Deutschland nach Hollywood eingewanderten Regisseur zurück, der wegen rudimentärer Englischkenntnisse bei stummen Takes (also solche ohne Aufzeichnung eines Originaltons) gern „mit ohne Sound“ ansagte. Möglicherweise setzt sich MOS aber auch unprätentiös aus Motor Only Sync oder Motor Only Shot zusammen.

## Verwendung

### Filmaufnahme
Die Bezeichnung ist ein Hinweis darauf, dass eine Filmszene ohne Ton aufgezeichnet wird. Dies wird in einem entsprechenden Feld auf der Filmklappe (die daher korrekt „Synchronklappe“ heißt und traditionell in den Aufgabenbereich des Tondepartments fällt) vermerkt, damit der Filmeditor im Schnitt weiß, dass es zu der Szene keine O-Ton-Spur gibt. Bei MOS-Aufnahmen muss die Klappe daher auch nicht geschlagen werden; es reicht dann, sie ins Bild zu halten.
Zur Klärung: Bei Filmkameras wird, anders als bei Videokameras, kein Ton aufgezeichnet. Dieser muss über ein externes Tonaufnahmegerät aufgezeichnet werden, was eine Kennzeichnung mittels Filmklappe notwendig macht, um Tonaufnahmen den entsprechenden Einstellungen zuzuordnen. Es gab kurzzeitig kompliziert zu handhabende Systeme (wie z. B. das Commag-System oder die Arriflex BL16Q), die zwar den Ton direkt in der Filmkamera aufzeichneten, sich jedoch im Detail als unpraktikabel erwiesen.

### MOS-Kameras
MOS-Kameras sind aufgrund ihrer Konstruktionsweise für gleichzeitige Tonaufnahmen zu laut. Leisere Aufnahmen werden durch SyncSound-Kameras ermöglicht, welche durch einen leiseren Filmtransport, eine schalldämmende Gehäusekonstruktion und bei neueren Modellen auch schalldichteren Objektivfassungen (PL-Mount) einen äußerst niedrigen Schallpegel erreichen, sodass Tonaufnahmen sogar in unmittelbarer Nähe der Kamera möglich sind, ohne die Betriebsgeräusche aufzuzeichnen.
In den ersten Jahrzehnten der Kinematografie gab es nahezu ausschließlich MOS-Kameras. Mit Einführung des Tonfilms wurden sie in große und schwere Schalldämmgehäuse (sogenannte Blimps) eingebaut, um die Eigengeräusche der Kamera einzudämmen. Die Arbeit mit Blimps war noch bis in die 1970er nicht ungewöhnlich. Häufig wurden Filme auch komplett in MOS gedreht und anschließend nachsynchronisiert. 
Dennoch werden auch heute noch MOS-Kameras hergestellt und in Bereichen verwendet, in denen der Originalton keine Rolle spielt oder sogar störend ist, beziehungsweise der Ton ohnehin separat produziert wird. Dazu zählen insbesondere:
- Musikvideos
- Werbung
- Spezialeffekte, wie Zeitraffer oder Zeitlupe
- Unterwasseraufnahmen
- Landschaftsaufnahmen
- Nahaufnahmen in Gefahrenbereichen, die den Verlust der teuren Kamera bedeuten können (Opferkamera)

Neben einem geringeren Anschaffungspreis zeichnen sich MOS-Kameras durch geringeres Gewicht und geringere Größe als vergleichbare SyncSound-Kameras aus, was sie für Steadicamaufnahmen attraktiver macht.
Aktuelle MOS-Kameras sind im 35-mm-Segment z. B. die Arriflex 435 und 235. Letztere zeichnet sich durch eine sehr geringe Größe und ein geringes Gewicht aus. Im 16-mm-Segment gibt es praktisch keine neuen MOS-Kameras mehr. Dort begann durch die Éclair NPR die Entwicklung der selbstgeblimpten Filmkameras, welche durch Arri mit der BL16, später dann mit der SR-Serie, fortgesetzt wurde. Vormals wurde in diesem Format fast ausschließlich mit der MOS-Kamera Arriflex 16ST gearbeitet, die aufgrund ihrer Robustheit und Vielfalt an Zubehör noch teilweise heute eingesetzt wird. Aktuell erhältliche 16-mm-MOS-Kameras sind die H16-Kameras von Bolex, die noch heute nach alter Konstruktion gefertigt und verkauft werden und aufgrund ihrer Modifizierbarkeit auf Super 16 auch heutzutage noch interessant sind. Eine tatsächlich neu entwickelte MOS-Kamera ist die A-Cam von Ikonoskop.